# Torneo Internazionale Femminile Città di Grado 2014
Il Torneo Internazionale Femminile Città di Grado 2014 è stato un torneo di tennis facente parte della categoria ITF Women's Circuit nell'ambito dell'ITF Women's Circuit 2014. Il torneo si è giocato a Grado in Italia dal 26 maggio al 1º giugno 2014 su campi in terra rossa e aveva un montepremi di $25,000.

## Vincitrici

### Singolare
Gioia Barbieri ha battuto in finale  Kateryna Kozlova con il punteggio di 6–4, 4–6, 6–4

### Doppio
Verónica Cepede Royg /  Stephanie Vogt hanno battuto in finale  Lara Arruabarrena /  Florencia Molinero con il punteggio di 6–4, 6–2